# كأس ويلز 1962–63
كأس ويلز 1962–63 (بالإنجليزية: 1962–63 Welsh Cup)‏ هو موسم من كأس ويلز. فاز فيه Borough United F.C. ‏.